# Курт Браун
Курт Браун (нім. Kurt Braun; 27 серпня 1923, Брауншвейг — ?) — німецький офіцер-підводник, оберлейтенант-цур-зее крігсмаріне.

## Біографія
В травні 1941 року вступив на флот. З липня 1943 року — 2-й вахтовий офіцер на підводному човні U-763. В серпні-жовтні 1944 року — 1-й вахтовий офіцер на U-763, одночасно виконував обов'язки командира човна, здійснив 1 похід (23 серпня — 25 вересня). Браун став одним з наймолодших командирів підводних човнів: свій єдиний похід він здійснив в 20 років. З жовтня 1944 року — навчальний офіцер в 3-й навчальній дивізії підводних човнів. В січні-травні 1945 року служив на різних штабних посадах в 23-й флотилії.

## Звання
- Кандидат в офіцери (травень 1941)
- Фенріх-цур-зее (1 травня 1942)
- Лейтенант-цур-зее (1 листопада 1943)
- Оберлейтенант-цур-зее (1 квітня 1945)

## Нагороди
- Залізний хрест
  - 2-го класу (1944)
  - 1-го класу (1 червня 1944)
- Нагрудний знак підводника (28 березня 1944)
- Фронтова планка підводника в бронзі

## Див.також
- Список найстаріших і наймолодших командирів підводних човнів Німеччини часів Другої світової війни